# Suspicious Minds (televisieserie)
Suspicious Minds is een Nederlandse dramaserie die in 2014 werd uitgezonden in opdracht van de VPRO.

## Inhoud
De levens en liefdes van een grote groep twintigers raken met elkaar verweven tijdens een uit de hand gelopen huisfeest.

## Rolverdeling
- Karina Smulders als Esther
- Stefanie van Leersum als Sara
- Nhung Dam als Jelka
- Anneke Sluiters als Stephanie
- Denise Aznam als Rosa
- Pieter Verelst als Rob
- Keja Kwestro als Jolie
- Rosa van Leeuwen als Amaya
- Nina van Koppen als Laura
- Mark Kraan als Trevor
- Titia Hoogendoorn als Mia
- Jochum van der Woude als Frank-Bas
- Jilles Flinterman als Elger
- Wies Fest als Kate
- Lotte Driessen als Lisa
- Dagmar Ketelaers als Zjos
- Doortje Kleinrensink als Brechtje
- Sofieke de Kater als Leila
- Freek den Hartogh als Jean Bol
- Benjamin Moen als Jakko
- Steyn de Leeuwe als Niek
- Chiron Holwijn als Bram
- Anne-Chris Schulting als Ina
- Scarlet Tummers als Layla
- Merel Severs als Annelies
- Jeroen de Man als Dennis
- Sheeyla Gerard als Sanne
- Jos Nargy als Karl
- Klaas Postmus als Freek
- Mauro Semprevivo als Marco
- Milan Boele van Hensbroek als Sander
- Mathijs Mahler als Johan
- Matthijs Ijgosse als Joris
- Thomas van Ouwerkerk als Ernst-Jan
- Floyd Koster als Steven
- Mirjam van Dijk als Kelly
- Iris Vlutters als Jacky
- Sijmen de Jong als Ruben
- Vincent Brons als Frans
- Daan van Bendegem als Rick
- Bas Zemering als Arnoud
- Liselore Knigge als Janna
- Lieke Gorter als Huilend meisje
- Sanne Berger als Emke

## Afleveringen
| Aflevering   | Uitzenddatum     |
| ------------ | ---------------- |
| Aflevering 1 | 17 november 2014 |
| Aflevering 2 | 18 november 2014 |
| Aflevering 3 | 19 november 2014 |
| Aflevering 4 | 20 november 2014 |
| Aflevering 5 | 21 november 2014 |

## Productie
De opnames vonden plaats in Vleuten tussen 2 augustus 2014 en 31 augustus 2014.